# Luperina pseudoderthisa
Luperina pseudoderthisa är en fjärilsart som beskrevs av Rothschild 1914. Luperina pseudoderthisa ingår i släktet Luperina och familjen nattflyn. Inga underarter finns listade i Catalogue of Life.